# Howard St. John
Pour les articles homonymes, voir Saint John.
Howard St. John (né le 9 octobre 1905 à Chicago et mort le 13 mars 1974 à New York est un acteur américain de cinéma, télévision et théâtre.

## Biographie
Il amorce sa carrière d'acteur au théâtre dès 1925 sur Broadway. Il assume le plus souvent des rôles de personnages antipathiques, prétentieux ou retors.
Il travaille surtout à Hollywood à partir de 1949 et tient là encore des seconds rôles typés dans des plusieurs films et dans plusieurs épisodes de séries télévisées à partir de 1951. Il remonte aussi sur les scènes de Broadway à plusieurs reprises dans les années 1950 et 1960, ce qui l'oblige à de fréquents voyages entre la côte Ouest et New York.
Il meurt subitement d'une crise cardiaque à New York en 1974.

## Filmographie
- 1949 : Jenny, femme marquée (Shockproof) de Douglas Sirk : Sam Brooks
- 1949 : Le Maître du gang (The Undercover Man) de Joseph H. Lewis : Joseph S. Horan
- 1949 : Costums Agent de Seymour Friedman : Charles Johnson
- 1950 : 711 Ocean Drive de Joseph M. Newman : Lieutenant de police Pete Wright
- 1950 : C'étaient des hommes (The Men) de Fred Zinnemann : Père de Ellen
- 1950 : La Bonne Combine (Mister 880) de Edmund Goulding : Chief
- 1950 : Le soleil se couche à l'aube (The Sunset Sets at Dawn) de Paul Sloane : Warden
- 1950 : Counterspy Meets Scotland Yards de Seymour Friedman : David Harding
- 1950 : Comment l'esprit vient aux femmes (Born Yesterday) de George Cukor : Jim Devery
- 1951 : La Flamme du passé (Goodbye, My Fancy) de Vincent Sherman : Claude Griswold
- 1951 : L'Inconnu du Nord-Express (Strangers on a Train) de Alfred Hitchcock : Capitaine de police Turley
- 1951 : Saturday's Hero de David Miller : Belfrage
- 1951 : La Grande Nuit (The Big Night) de Joseph Losey : Al Judge
- 1951 :  Close to My Heart de William Keighley : I. O. Frost
- 1951 : La Ronde des étoiles (Starlift) de Roy Del Ruth : Steve Rogers
- 1952 : Le Bal des mauvais garçons (Stop, You're Killing Me) de Roy Del Ruth : Mahoney
- 1954 : La Fontaine des amours (Three Coins in the Fountain) de Jean Negulesco : Burgoyne
- 1955 : Le Témoin à abattre (Illegal) de Lewis Allen : A. E. Smith
- 1955 : Le Tendre Piège (The Tender Trap) de Charles Walters : Mr. Sayers
- 1955 : La Peur au ventre (I Died a Thousand Time) de Stuart Heisler : Doc Banton
- 1956 : World in My Corner de Jesse Hibbs : Harry Cram
- 1959 : Li'l Abner de Melvin Frank : Général Bullmoose
- 1961 : Opération Geishas (Cry for Happy) de George Marshall : Junius B. Bennett
- 1961 : La Fayette de Jean Dréville : George Washington
- 1961 : Sanctuaire (Sanctuaire) de Tony Richardson : Gouverneur Drake
- 1961 : Madison Avenue de H. Bruce Humberstone : J. D. Jocelyn
- 1961 : Un, deux, trois (One, Two, Three) de Billy Wilder : Wendell P. Hazeltine
- 1961 : Un pyjama pour deux (Lover Comme Back) de Delbert Mann : Mr. John Brackett
- 1964 : La Meurtrière diabolique (Strait-Jacket) de William Castle : Raymond Fields
- 1964 : Quick Before It Melts de Delbert Mann : Harvey T. Sweigert
- 1964 : Le Crash mystérieux (Fate Is the Hunter) de Ralph Nelson : Mark Hutchins
- 1964 : Une vierge sur canapé (Sex and the Single Girl) de Richard Quine : Randall
- 1965 : Étranges compagnons de lit (Strange Bedfellows) de Melvin Frank : Julius L. Stevens
- 1967 : Banning (Strait-Jacket) de Ron Winston : J. Palmister Young
- 1967 : Mission T.S. (Matchless) de Alberto Lattuada : Général Shapiro
- 1969 : Don't Drink the Water de Howard Morris : Ambassadeur Magee